# Gare de Belloy - Saint-Martin
Gare de Belloy - Saint-Martin vasútállomás Franciaországban, Belloy-en-France településen.

## Vasútvonalak
Az állomást az alábbi vasútvonalak érintik:
- Montsoult - Maffliers–Luzarches-vasútvonal

## Kapcsolódó állomások
A vasútállomáshoz az alábbi állomások vannak a legközelebb:
- Gare de Viarmes (Gare de Luzarches, Transilien H)
- Gare de Villaines (Paris Gare du Nord, Transilien H)